# Xã Bark River, Michigan
Xã Bark River (tiếng Anh: Bark River Township) là một xã thuộc quận Delta, tiểu bang Michigan, Hoa Kỳ. Năm 2010, dân số của xã này là 1.578 người.